# 日本自動車販売協会連合会
一般社団法人日本自動車販売協会連合会（にほんじどうしゃはんばいきょうかいれんごうかい、英文名称：Japan Automobile Dealers Association、自販連）は、自動車販売店によって構成された業界団体。全国に52の支部がある。毎月、自動車販売台数を発表している。

## 沿革
- 1959年6月8日 - 設立
- 1961年4月1日 - 社団法人に改組
- 2012年1月4日 - 一般社団法人に移行

## 目的
自動車の健全な普及と流通の改善を図り、国民経済の発展に寄与すること

## 事業
1. 自動車販売事業の経営改善及びその指導
2. 自動車の販売に伴うアフターサービスの改善及びその指導
3. 自動車の流通に関する行政施策の実施に対する協力
4. 自動車に関する法制及び税制の調査研究
5. 中古自動車の公正な流通施策の策定及びその調査
6. 自動車の流通事情に関する調査及び統計
7. 自動車の登録等に係わる代行事業
8. 自動車の環境・交通安全に係わる事業
9. 前各号に掲げる事業に附帯又は関連する事業

## 会員の種類および資格
1. 自動車の販売を主たる事業として営む者　⇒　通常会員
2. 前号に掲げる者を主たる構成員とする団体　⇒　通常会員
3. 自動車の販売を事業として営む者（前2号に掲げる者を除く。）であって、第1号に掲げる者であった者及び同号に掲げる者の支店または営業所　⇒　準通常会員
4. 前3号に掲げる者以外の者であって当該各号に掲げる者に準ずるものとして認める者　⇒　準会員
5. 前4号に掲げる者以外の者であってこの法人の事業に賛同する者　⇒　賛助会員

## 会員数
1. 通常会員 … 1225社
  - メインディーラー … 1165社
  - 系列・県販売(店)協会 … 60団体
2. 準通常会員 … 201社
  - 支店営業所 … 199社
  - UDトラックス㈱ … 1社
  - 三菱ふそうトラック・バス㈱ … 1社
3. 準会員 … 116社
4. 賛助会員 … 3団体
  - 日本自動車輸入組合 … 1団体
  - 日本自動車査定協会 … 1団体
  - 自動車検査登録情報協会 … 1団体

（2020年6月時点）

## 会員（系列販売(店)協会）
- いすゞ自動車販売店協会
- トヨタ自動車販売店協会
- 日産自動車販売協会
- UDトラックス販売協会（旧日産ディーゼル販売協会）
- 日野自動車販売店協会
- 三菱自動車販売協会
- 三菱ふそう自動車販売協会
- 全国スバル自動車販売協会
- ダイハツ自動車販売協会
- 全国マツダ販売店協会
- ホンダ自動車販売店協会
- スズキ自動車販売店協会